# Issouf Ouattara
Issouf Ouattara (* 7. října 1988, Ouagadougou, Burkina Faso) je fotbalový útočník z Burkiny Faso, který je v současné době bez angažmá. Je také reprezentantem Burkiny Faso.

## Klubová kariéra
Outtara začal kariéru v domácím klubu EF Ouagadougou. Poté odešel v roce 2008 do Portugalska, kde hrál za kluby UD Leiria a CD Trofense (v CD Trofense hostoval). Sezonu 2011/12 strávil ve francouzském třetiligovém celku Nîmes Olympique a poté se stěhoval do Bulharska do klubu Černomorec Burgas.

## Reprezentační kariéra
V seniorské reprezentaci Burkiny Faso debutoval v roce 2008.
Zúčastnil se Afrického poháru národů 2010 v Angole, kde Burkina Faso nepostoupila ze základní skupiny B. Na Africkém poháru národů 2013 v Jihoafrické republice byl členem burkinafaského týmu, který se probojoval až do finále proti Nigérii, kde podlehl soupeři 0:1.